# Rio Quinze de Novembro (vattendrag i Brasilien, Santa Catarina)
Rio Quinze de Novembro är ett vattendrag i Brasilien.   Det ligger i delstaten Santa Catarina, i den södra delen av landet, 1 300 km söder om huvudstaden Brasília.
I omgivningarna runt Rio Quinze de Novembro växer huvudsakligen savannskog. Runt Rio Quinze de Novembro är det ganska tätbefolkat, med 230 invånare per kvadratkilometer.